# Heteromitobates
Genre
Synonymes
- Acutisomella Roewer, 1930

Heteromitobates est un genre d'opilions laniatores de la famille des Gonyleptidae.

## Distribution
Les espèces de ce genre sont endémiques du Brésil. Elles se rencontrent dans les États de São Paulo et de Rio de Janeiro.

## Liste des espèces
Selon World Catalogue of Opiliones (20/08/2021) :
- Heteromitobates albiscriptus (Mello-Leitão, 1932)
- Heteromitobates alienus DaSilva & Gnaspini, 2010
- Heteromitobates anarchus DaSilva & Gnaspini, 2010
- Heteromitobates discolor (Sørensen, 1884)
- Heteromitobates harlequin DaSilva & Gnaspini, 2010
- Heteromitobates inscriptus (Mello-Leitão, 1922)

## Publication originale
- Roewer, 1913 : « Die Familie der Gonyleptiden der Opiliones-Laniatores. » Archiv für Naturgeschichte, sér. A, vol. 79, no 4, p. 1–256 (texte intégral).